# Pałac w Nowym Dworze (powiat polkowicki)
Pałac w Nowym Dworze – wybudowany w XIX w. w Nowym Dworze.

## Położenie
Pałac położony jest we wsi w Polsce, w województwie dolnośląskim, w powiecie polkowickim, w gminie Radwanice.

## Historia
Obiekt jest częścią zespołu pałacowego, w skład którego wchodzi jeszcze park.